# بشری رزه
بشری رزه (انگلیسی: Bushra; ۵ اکتبر ۱۹۷۶ –) هنرپیشه اهل مصر بود.
از فیلم‌ها یا برنامه‌های تلویزیونی که وی در آن نقش داشته‌است می‌توان به ۶۷۸ اشاره کرد که برنده عنوان بهترین بازیگر از جشنواره فیلم دبی شد.